# 斯特凡·勒文
谢尔·斯特凡·勒文（瑞典語：Kjell Stefan Löfven，瑞典語發音：[ˈsteːfan lœˈveːn]，1957年7月21日—）是瑞典政治家，曾担任瑞典首相、瑞典反对党领袖和社会民主党领袖。在进入工会时他曾经当过焊工，1995年，以基层工会代表的身份进入斯德哥尔摩担任五金工会总部工作。2006年至2012年成为五金工会领袖。
勒文领导的社会民主党在2014年的选举中以31.3%的选票获得选举胜利。勒文表示，该党赢得大选后与绿党组建少數派政府，10月3日就任首相。在2018年大選後，對他與他內閣的不信任動議於2018年9月25日獲通過，在新任政府組成前，他仍代理首相職務。經過長久的籌組聯合政府談判後，議會於2019年1月18日通過勒文連任首相。
2021年11月，在玛格达莱娜·安德松当选为新任瑞典社会民主党领袖后，勒文卸任该党领袖并即将卸任瑞典首相职务。2022年10月，他當選歐洲社會黨總裁。

## 早年和教育
勒文於1957年7月21日出生在斯德哥尔摩。出生后10个月被放置在一个孤儿院，后来由索莱夫特奥（Sollefteå）Sunnersta镇的一个林业工人家庭收养。他的养父Ture Melander (1926–2003) 是一个伐木工人和工厂的工人，养母Iris Melander担任卫生随访员。勒文就读于索莱夫特奥高中，他曾在于默奥大学学习社会工作课程，但一年半后辍学。

## 工会生涯
1979年在恩舍尔兹维克瑞典国防公司和BAE系统公司下属的工厂当焊工，期间，勒文热衷工会活动。两年后他被选为工厂的工会代表，1995年进入斯德哥尔摩全国五金工会总部，担任合同谈判和国际事务等领域的工作。2001年，他当选金属工人联盟副主席，2005年11月金属工人联盟新成立为IF Metall，他当选主席。

## 政治生涯
勒文在2006年首次当选为瑞典社会民主党执行委员会成员，2012年1月哈坎·于霍尔特辞职后，勒文成为他的继任者参加领袖竞选。2012年1月27日，他被选为新任领袖，并成为反对党领袖。

### 首相

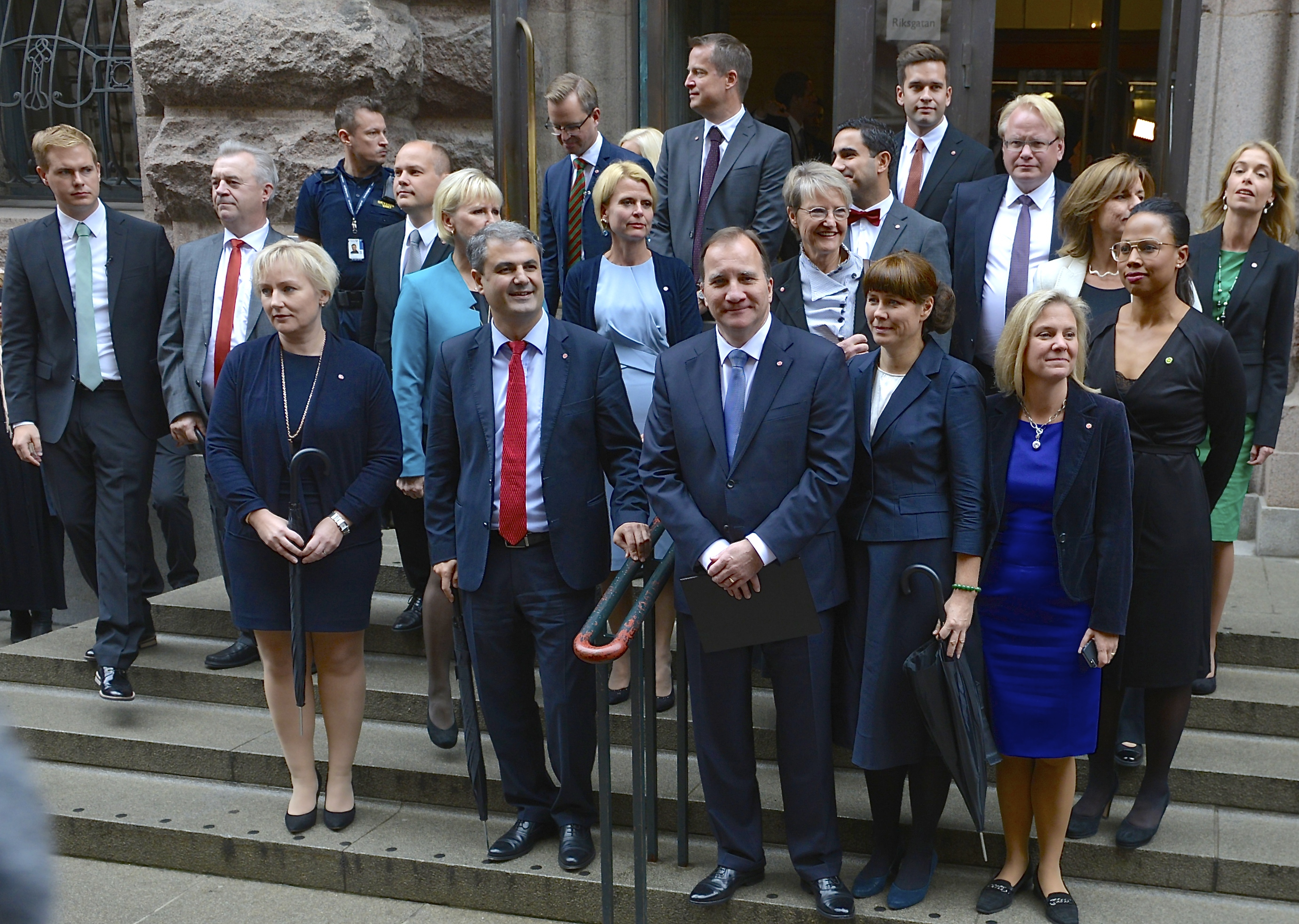
第一次洛夫文內閣於2014年10月3日就職

2014年9月14日，勒文带领他的政党社會民主黨赢得大选胜利，但社會民主黨領導的左派聯盟未能取得過半數議席。勒文成功組建少數派政府，首次出任閣揆。社會民主黨在野8年後重新執政。10月3日正式就任瑞典首相。惟其內閣在議會只有138席，是近年來最弱勢的少數派聯合政府。
由於他任期間國內難民及由移民引起的犯罪問題浮現，導致政府支持度下滑，在2018年9月8日舉行的大選後，他領導的社會民主黨在國會中的優勢減至只有一席，並出現懸峙國會的情況，但他仍表示會繼續出任首相。然而到了同月25日，對他與他內閣的不信任動議獲國會通過，他成為看守首相，直至組成新政府。
經過瑞典史上最長的組閣談判，在中間黨、左翼黨和自由黨棄權以向洛夫文妥協下，國會最終於2019年1月18日通過繼續由洛夫文領導社民黨與綠色環境黨組成的聯合政府，但比他領導的第一屆內閣更弱勢，他於是成為二戰後第三弱勢的首相。
2021年6月21日，勒文在议会的不信任投票中失利，成为瑞典有史以来第一位以不信任動議方式下台的首相。7月7日他在議會以116票支持和60票棄權再次當選首相。7月22日，勒文宣布將在11月辭去首相和社會民主黨領袖職務，